# 不公平厌恶
不公平厌恶（英文：Inequity aversion、简称IA）指对公平的偏好和对不平等的厌恶。研究不公平厌恶的学科包括社会学、经济学、心理学、人类学和动物行为学。

## 人类的不公平厌恶
对人类的不公平厌恶的研究始于1978年，当时的研究发现人类对有利于己和有害于己的不公平情况均抱有不喜爱的心情。研究还发现当负有罪恶感，或感觉到自己获得了不应得的奖赏时，人们倾向于过剩补偿。
不公平厌恶的较新定义在1999年由Fehr和Schmidt提出。他们假设人们将最小化不公平结果作为行为决策的导向。特别地，考虑一些人的集合{1,2,...,n}，这些人接受金钱上的奖励xi。那么，对于第i个人的效用由下述公式决定：
{\displaystyle U_{i}(\{x_{i},x_{j}\})=x_{i}-{\frac {\alpha _{i}}{n-1}}\times \sum {\max(x_{j}-x_{i},0)}-{\frac {\beta _{i}}{n-1}}\times \sum {\max(x_{i}-x_{j},0)},}